# Curita (mineral)
La curita es un mineral del grupo de los óxidos y es un óxido de uranio y plomo.
La composición aproximada de la curita:  Uranio 63.34%, hidrógeno 0.30%, Plomo 24.12% y 12.24% de oxígeno.
Se encontró por primera vez en la Mina Shinkolobwe (Mina Kasolo) en Katanga, en la República Democrática del Congo y fue descrito en 1921 por Alfred Schoep (1881–1966). El mineral se llama así por el físico y premio Nobel Pierre Curie (1859-1906).